# Winkel, Zürich
Winkel là một đô thị thuộc huyện hành chính Bülach, bang Zürich, Thụy Sĩ. Đô thị này có diện tích 8,16 km2, dân số thời điểm tháng 12 năm 2009 là 3877 người.